# Inhibidor C1
El inhibidor C1 (INH C1) es una proteína inhibidora de la proteasa serina (serpina), cuya principal función consiste en inhibir el sistema complemento. Circula en la sangre a niveles que oscilan entre 0,25 y 0,45 g/l.

## Proteómica
El INH C1 es el miembro más grande de la clase de proteínas serpina (G1). Probablemente se trata de la mayor proteína glucosilada. Cabe destacar que presenta residuos glucosilados O, cosa infrecuente en proteínas que no están enlazadas con membranas (las inmunoglobulinas, IgA1 e IgD son otros ejemplos de este tipo). En especial cierta sección de esta proteína, la 'cola', es muy glucosilada.

## Genética
El gen humano del inhibidor C1 se encuentra en el cromosoma once (11q11-q13.1).

## Importancia patológica
La deficiencia de esta proteína se asocia al angioedema hereditario (también conocido por "edema angioneurótico"), que en lenguaje general se traduce por inflamación de los vasos sanguíneos. En general, se manifiesta como una inflamación extrema en la cara, la boca o las vías respiratorias, que se produce de forma espontánea o a causa de leves desencadenantes (como una leve herida), si bien la inflamación puede producirse en cualquier parte del cuerpo. En el 85% de los casos, los niveles de INH C1 son bajos, mientras que en el 15% restante esta proteína circula en cantidades normales pero presenta una disfunción. Además de los episodios de inflamación facial o dolor abdominal, también genera una propensión a adquirir enfermedades autoinmunes, sobre todo lupus eritematoso, debido a su efecto de consumo de los factores complemento 3 y 4.

## Empleo terapéutico

### En el angioedema hereditario
A los pacientes con episodios frecuentes de angioedema se les puede administrar de forma profiláctica el inhibidor C1. Esto puede reducir la duración o la gravedad de los episodios.

### Para otras condiciones
La activación de la cadena de complemento puede dañar las células. Por ello, la inhibición de la cadena complemento puede ser medicinal en ciertas condiciones. Cuando alguien padece un ataque al corazón, por ejemplo, la falta de oxígeno en las células coronarias provoca en éstas necrosis: las células coronarias muertas vierten su contenido en el medio extracelular, lo cual desencadena la cadena complemento. La activación de la cadena complemento atrae a los fagocitos, que filtran peróxidos y otros reactivos que pueden aumentar los daños de las células coronarias supervivientes. La inhibición de la cadena complemento puede reducir estos daños.

### Producción
El inhibidor C1 se encuentra en la sangre humana, por lo que puede aislarse de la sangre donada. La concentración en la sangre humana es relativamente baja, no obstante, un inhibidor C1 de otra especie puede desencadenar reacciones inmunes. También es imposible producirla por tecnología recombinante, ya que la Escherichia coli (el organismo más empleado a tal fin) carece de la capacidad eucariótica de glicosilar proteínas; puesto que el INH C1 está especialmente glicosilado, esta forma recombinante sería inefectiva.  Sin embargo, es posible producir proteínas glicosiladas de gran funcionalidad empleando un sistema mamífero transgénico.  Pharming Group NV lo ha llevado a cabo para un recombinante del inhibidor C1 humano y este producto se encuentra en la fase III de estudios clínicos para episodios agudos de angioedema hereditario.  .  El inhibidor C1 recombinante de Pharming ha recibido la designación de medicamento huérfano para una función de injerto atrasado posterior a un trasplante de órganos y para el síndrome de extravasación capilar .